# Ciência social computacional
A ciência social computacional se refere às subdisciplinas acadêmicas preocupadas com abordagens computacionais para as ciências sociais. Isso significa que os computadores são usados para modelar, simular e analisar fenômenos sociais. Os campos incluem economia computacional, sociologia computacional, cliodinâmica, culturômica e a análise automatizada de conteúdo em mídias sociais e tradicionais. Ela se concentra na investigação de relações e interações sociais e comportamentais por meio de simulação social, modelagem, análise de rede e análise de mídia.

## Definições
Existem duas terminologias que se relacionam: computação em ciências sociais (Social Science Computing, ou SSC) e ciência social computacional (Computational Social Science, ou CSS). Na literatura, CSS refere-se ao campo das ciências sociais que utiliza as abordagens computacionais no estudo dos fenômenos sociais. Por outro lado, CSC é o campo no qual as metodologias computacionais são criadas para auxiliar na explicação dos fenômenos sociais.
A ciência social computacional revoluciona as duas pernas fundamentais do método científico: a pesquisa empírica, especialmente por meio de big data, ao analisar a pegada digital deixada para trás por meio de atividades sociais online; e a teoria científica, especialmente por meio da construção de modelos de simulação computacional por meio de simulação social. É uma abordagem multidisciplinar e integrada de pesquisa social com foco no processamento de informações por meio de tecnologia de informação avançada. As tarefas computacionais incluem a análise de redes sociais, sistemas geográficos sociais, conteúdo de mídia social e conteúdo de mídia tradicional.
O trabalho das ciências sociais computacionais depende cada vez mais da maior disponibilidade de grandes bancos de dados, atualmente construídos e mantidos por uma série de projetos interdisciplinares, incluindo:
- O Seshat: Global History Databank, que sistematicamente coleta relatos do estado da arte da organização política e social de grupos humanos e como as sociedades evoluíram ao longo do tempo em um banco de dados autoritativo.[5] O Seshat também é afiliado ao Evolution Institute, um think tank sem fins lucrativos que "usa a ciência evolucionária para resolver problemas do mundo real".
- D-PLACE: o banco de dados de lugares, línguas, cultura e meio ambiente, que fornece dados sobre mais de 1400 formações sociais humanas[6]
- The Atlas of Cultural Evolution, um banco de dados arqueológico criado por Peter N. Peregrine[7]
- CHIA: The Collaborative Information for Historical Analysis, um esforço colaborativo multidisciplinar organizado pela Universidade de Pittsburgh com o objetivo de arquivar informações históricas e conectar dados, bem como instituições acadêmicas/de pesquisa em todo o mundo
- Instituto Internacional de História Social, que coleta dados sobre a história social global das relações de trabalho, trabalhadores e mão de obra
- Human Relations Area Files eHRAF Archaeology[8]
- Human Relations Area Files eHRAF World Cultures[9]
- Clio-Infra um banco de dados de medidas de desempenho econômico e outros aspectos do bem-estar social em uma amostra global de sociedades de 1800 dC até o presente
- O Google Ngram Viewer, um mecanismo de busca online que mapeia frequências de conjuntos de strings de busca delimitadas por vírgulas usando uma contagem anual de n-gramas encontrada no maior corpo online de conhecimento humano, o corpus do Google Livros.

A análise de grandes quantidades de jornais históricos e conteúdo de livros foi iniciada em 2017, enquanto outros estudos sobre dados semelhantes mostraram como estruturas periódicas podem ser descobertas automaticamente em jornais históricos. Uma análise semelhante foi realizada nas redes sociais, revelando novamente estruturas fortemente periódicas.